# Koleadî, Șîșakî
Koleadî (în ucraineană Коляди) este un sat în comuna Prîșîb din raionul Șîșakî, regiunea Poltava, Ucraina.

## Demografie
Componența lingvistică a localității Koleadî
     Ucraineană (99,3%)
     Alte limbi (0,7%)
Conform recensământului din 2001, majoritatea populației localității Koleadî era vorbitoare de ucraineană (99,3%), existând în minoritate și vorbitori de alte limbi.